# Беєрсхот-Вілрейк
«Беєрсхот-Вілрейк» (нід. Beerschot Wilrijk) — професійний бельгійський футбольний клуб з міста Вілрейк. Виступає у Першій лізі. Домашні матчі проводив на стадіоні «Олімпійський» в Антверпені, який вміщує 12 500 глядача.

## Історія
Футбольний клуб «Беєрсхот-Вілрейк» було засновано у 1922 році у місті Вілрейк під назвою «Вілрейк». Тоді ж команду прийняли до Королівської Бельгійської футбольної асоціації. У 1926 році в чемпіонаті Бельгії з'явився третій дивізіон і «Вілрейк» почав виступати у ньому, проте зайняв останнє місце і вилетів у першому ж сезоні. У 1931 році кількість учасників чемпіонату була збільшена і «Вілрейк» потрапив до чемпіонату вдруге. Команда провела у третьому дивізіоні два сезони перед тим як понизитися у класі знову.
У 1935 році клуб знов потрапив до третього дивізіону, проте, на відміну від попередніх виступів, показував набагато кращу гру. Результатом такої гри стало третє місце у сезоні 1935-36 і, навіть, перемога в дивізіоні у сезоні 1936-37. Після перемоги у третьому «Вілрейк» піднявся до другого дивізіону, звідки вилетів у 1939 році. Після довгого перебування у третьому дивізіоні клуб вилетів до регіональної ліги у 1949 році. На цьому низькому рівні команда грала протягом декількох наступних десятиліть.
У 1993 році футбольний клуб «Вілрейк» об'єднався з іще одним місцевим клубом «Олімпія Вілрейк 72», що був заснований у 1972 році і також був членом Королівської Бельгійської футбольної асоціації з реєстровим номером 7727. Після об'єднання клуб під назвою «Олімпія Вілрейк» продовжив виступи під старим номером 155 «Вілрейка» у футбольній асоціації Бельгії.
У 1994 році клуб вийшов до четвертого дивізіону. За підсумками сезону 1995-96 «Вілрейк» піднявся у третій дивізіон, всього на два пункти відставши від переможця.
У червні 2013-го, після місячних перемовин між фанами ліквідованого «Беєрсхота» та керівництвом футбольного клубу «Вілрейк», відбулося неофіційне об'єднання клубів. «Вілрейк» змінив назву на «Беєрсхот-Вілрейк» та переїхав на стадіон «Олімпійський», проте залишив реєстраційний номер футбольної асоціації. З сезону 2013-14 клуб «Беєрсхот-Вілрейк» почав виступати у першому дивізіоні бельгійської регіональної ліги.